# Дяглевка
Дяглевка — деревня в Бабынинском районе Калужской области России. Входит в состав сельского поселения «Село Бабынино».

## География
Деревня находится в центральной части Калужской области, в зоне хвойно-широколиственных лесов, в пределах Сухинически-Барятинской равнины, при автодороге 29К-002, на расстоянии примерно 7 километров (по прямой) к северо-востоку от посёлка Бабынино, административного центра района. Абсолютная высота — 203 метра над уровнем моря.
Климат
Климат населённого пункта характеризуется как умеренно континентальный, с чётко выраженными временами года. Среднегодовая многолетняя температура воздуха составляет 4 — 4,6°С. Средняя температура самого холодного месяца (января) составляет −8,9 °C; самого тёплого (июля) — 17,8 °С. Среднегодовое количество атмосферных осадков составляет 650—730 мм. Продолжительность безморозного периода — около 149 суток.
Часовой пояс
Деревня Дяглевка, как и вся Калужская область, находится в часовой зоне МСК (московское время). Смещение применяемого времени относительно UTC составляет +3:00.

## Население
| 2002 | 2010 |
| ---- | ---- |
| 0    | ↗7   |

Половой состав
По данным Всероссийской переписи населения 2010 года в гендерной структуре населения мужчины составляли 57,1 %, женщины — соответственно 42,9 %.